# Vignabönssläktet
Vignabönssläktet (Vigna) är ett släkte i familjen ärtväxter, med cirka 150 arter. De förekommer i tropiska områden på både norra hemisfären och södra hemisfären Några arter odlas för sina ätliga bönor, andra som prydnadsväxter.

## Bildgalleri

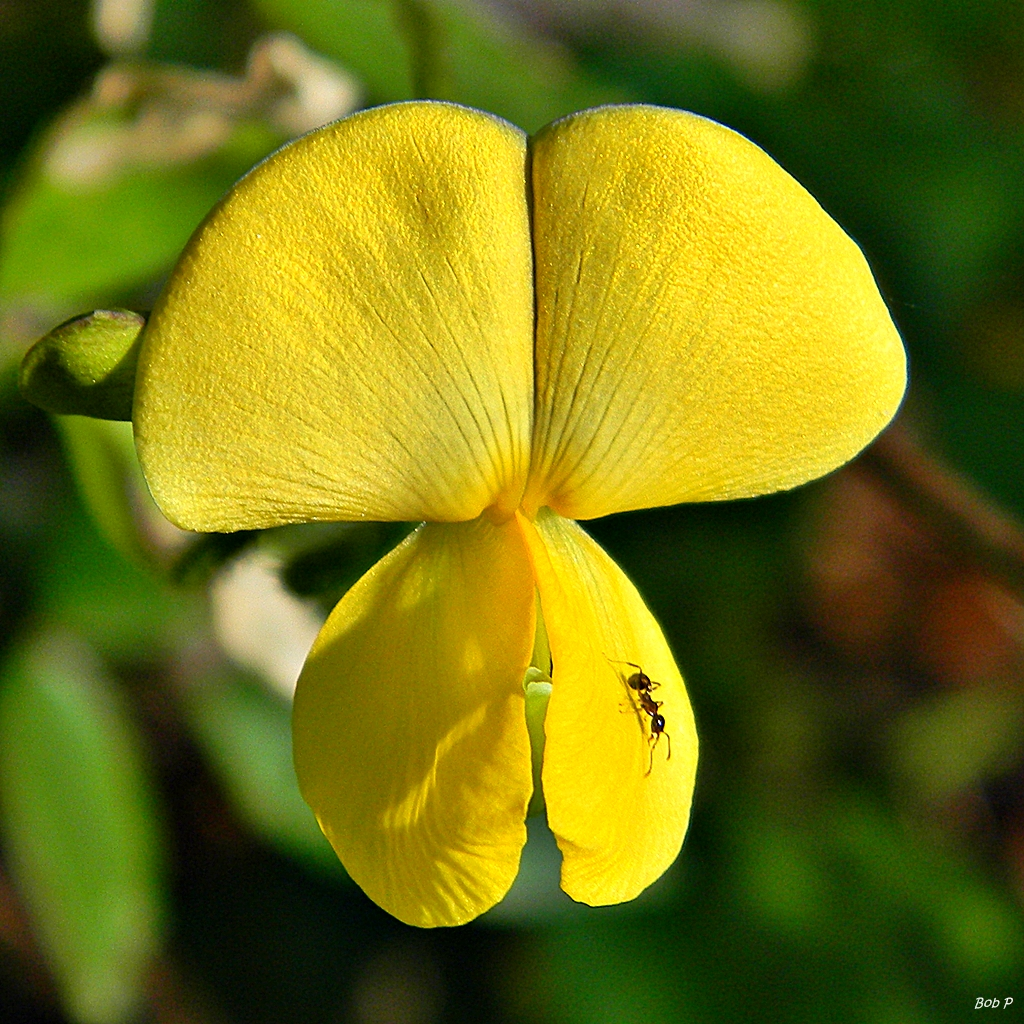
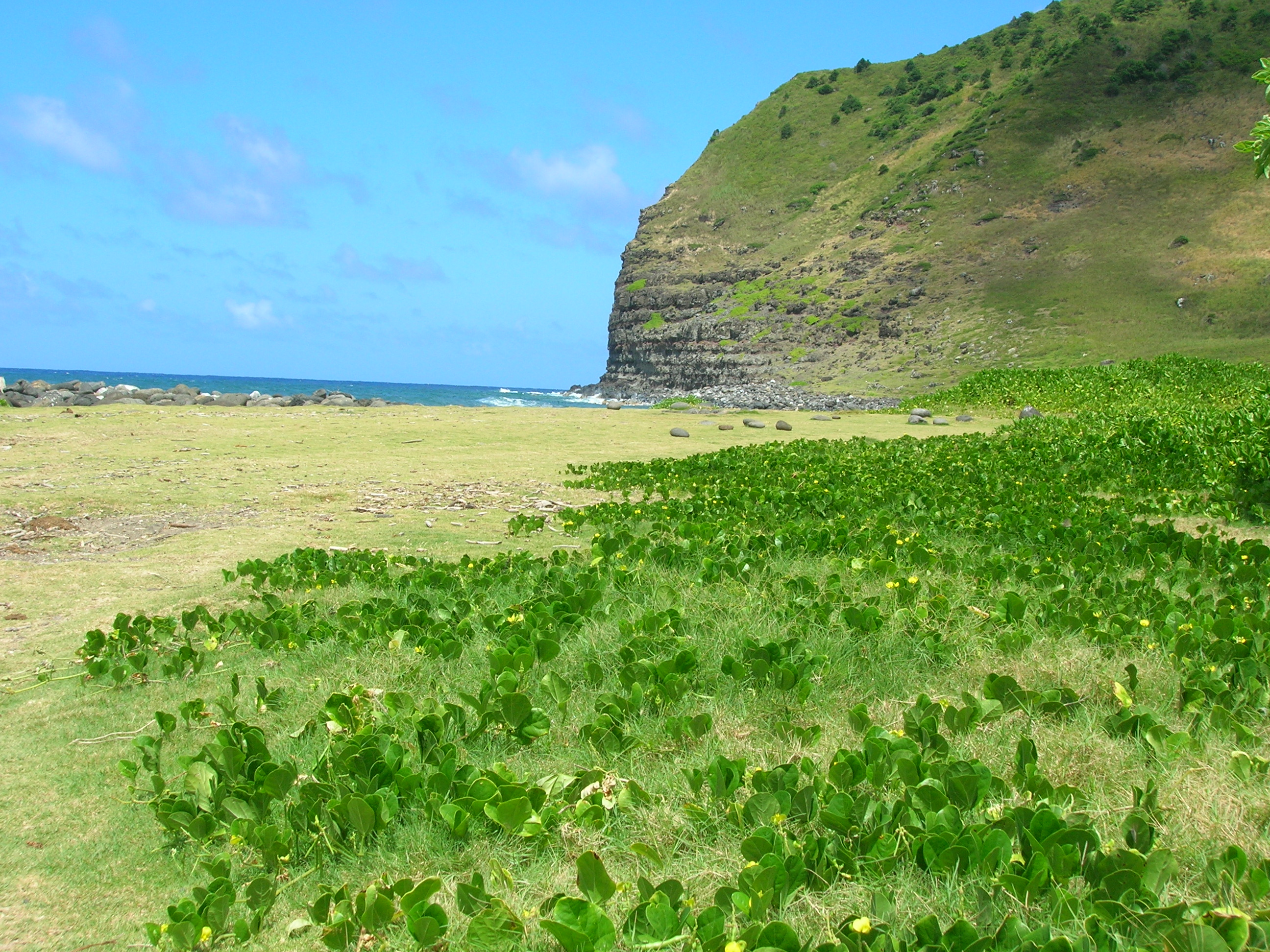

## Dottertaxa till Vignabönssläktet, i alfabetisk ordning[1]
- Vigna aconitifolia
- Vigna acuminata
- Vigna adenantha
- Vigna angivensis
- Vigna angularis
- Vigna antillana
- Vigna antunesii
- Vigna benuensis
- Vigna bequaertii
- Vigna bosseri
- Vigna bournaea
- Vigna candida
- Vigna canescens
- Vigna caracalla
- Vigna clarkei
- Vigna comosa
- Vigna cylindrica
- Vigna dalzelliana
- Vigna desmodioides
- Vigna dolomitica
- Vigna elegans
- Vigna filicaulis
- Vigna firmula
- Vigna friesiorum
- Vigna frutescens
- Vigna gazensis
- Vigna glabrescens
- Vigna gracilicaulis
- Vigna gracilis
- Vigna grahamiana
- Vigna hainiana
- Vigna halophila
- Vigna haumaniana
- Vigna heterophylla
- Vigna hirtella
- Vigna hookeri
- Vigna hosei
- Vigna juncea
- Vigna juruana
- Vigna keraudrenii
- Vigna khandalensis
- Vigna kirkii
- Vigna kokii
- Vigna lanceolata
- Vigna lasiocarpa
- Vigna latidenticulata
- Vigna laurentii
- Vigna linearis
- Vigna longifolia
- Vigna longissima
- Vigna luteola
- Vigna macrorhyncha
- Vigna malayana
- Vigna marina
- Vigna membranacea
- Vigna mendesii
- Vigna microsperma
- Vigna mildbraedii
- Vigna minima
- Vigna monantha
- Vigna monophylla
- Vigna mudenia
- Vigna mukerjeanus
- Vigna multinervis
- Vigna mungo
- Vigna nakashimae
- Vigna nigritia
- Vigna nyangensis
- Vigna oblongifolia
- Vigna parkeri
- Vigna peduncularis
- Vigna phoenix
- Vigna platyloba
- Vigna praecox
- Vigna prainiana
- Vigna procera
- Vigna pygmaea
- Vigna racemosa
- Vigna radiata
- Vigna radicans
- Vigna ramanniana
- Vigna reflexopilosa
- Vigna reflexo-pilosa
- Vigna reticulata
- Vigna richardsiae
- Vigna riukiuensis
- Vigna schimperi
- Vigna schlechteri
- Vigna somaliensis
- Vigna speciosa
- Vigna spectabilis
- Vigna stenophylla
- Vigna stipulata
- Vigna subramanianus
- Vigna subterranea
- Vigna tisserantiana
- Vigna trilobata
- Vigna triphylla
- Vigna umbellata
- Vigna unguiculata
- Vigna venulosa
- Vigna venusta
- Vigna vexillata
- Vigna vignoides
- Vigna virescens